# Ellera (Albisola Superiore)
Èllera (Èllia in ligure) è una frazione del comune di Albisola Superiore, in provincia di Savona, posta circa a metà della strada provinciale n° 2 che collega Albisola a Stella.
Già comune autonomo, il Regio decreto n. 289 del 18 febbraio 1929 sancì la soppressione dell'ente e il suo inglobamento nel comune di Albisola Superiore come frazione.

## Storia
Il borgo principale, arroccato sulla sponda destra del torrente Sansobbia alla confluenza con il rio Montegrosso, ha probabili origini alto medievali. In posizione più difendibile della vicina Albisola (all'epoca Alba Docilia), fu probabilmente costruita come rifugio in caso di attacchi dei pirati saraceni e in seguito al progressivo abbandono della piana albisolese divenuta insalubre.
Le alture di Ellera furono teatro di alcune battaglie napoleoniche: sull'estremità del Monte San Giorgio, uno dei monti più alti della zona, l'esercito Napoleonico attaccò di notte l'esercito austriaco respingendolo.
Al nucleo storico, si aggiungono numerose case sparse di epoca più tarda (dal Cinquecento in poi) quando la colonizzazione contadina si espanse sulle colline circostanti. I nuclei più consistenti sono le località Olmo, Magrania, Canavisse, Magrini, Barletto, Marroni, Pernigari. Numerosi erano in passato i mulini che traevano forza dall'acqua del torrente Sansobbia, utilizzati per macinare grano e per la spremitura delle olive. Alcuni di questi mulini iniziarono ad essere utilizzati per macinare i colori utilizzati dall'industria ceramica albisolese, a partire dal XVII secolo.
Èllera fu comune autonomo dal 1804 al 1929, quando venne riassorbita da Albisola Superiore.
I cognomi originari del luogo sono: Rossello, Giacchino, Siri e Saettone.

## Monumenti e Luoghi d'Interesse

### Architetture religiose
Nel territorio sono presenti due chiese:
- Chiesa di San Bartolomeo. Posta di fronte alla borgata di Èllera, sulla sponda sinistra del Sansobbia, fu eretta parrocchia autonoma da Albisola nel 1628. All'interno è arricchita da stucchi settecenteschi e da quadri di Del Vivo. Al centro del soffitto fa bella mostra l'affresco del Martirio di San Bartolomeo di Eso Peluzzi.
- Chiesa di Santa Maria Maddalena. Ubicata su uno sperone di roccia poco prima di arrivare al paese provenendo da Albisola. Originaria chiesa parrocchiale, fu, secondo una leggenda, fondata da un monaco eremita che introdusse a Èllera la coltivazione dell'ulivo in tempi remoti. L'abside poggia sui consistenti ruderi di una antichissima cappella.

ed una Cappelletta, detta di "Loreto", situata nei pressi dell'edificio delle ex scuole elementari, lungo la strada provinciale, di recente ristrutturata da volontari dell'Associazione Nazionale Alpini, che ogni anno l'8 dicembre qui tengono una cerimonia.

### Arte

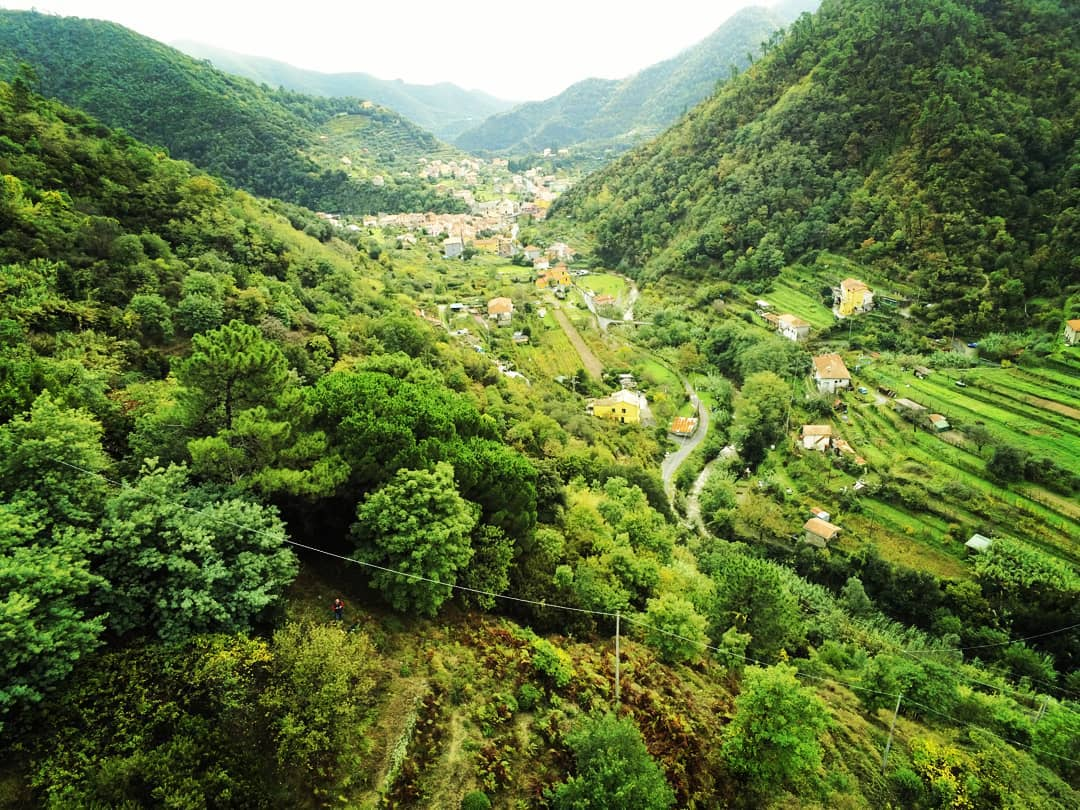
Vista su Ellera da Localitá Frascio

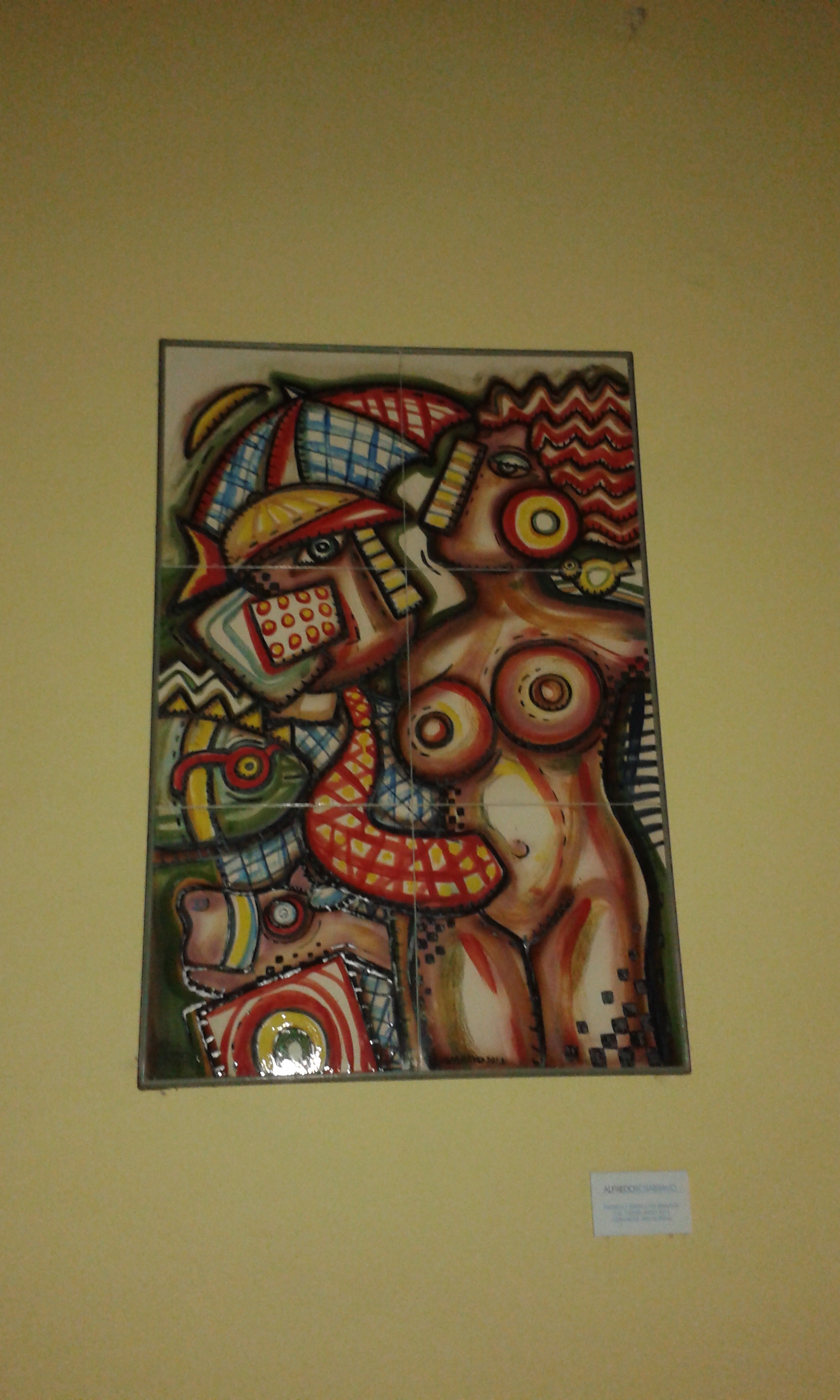
Pannello ceramico realizzato da Alfredo Sosabravo

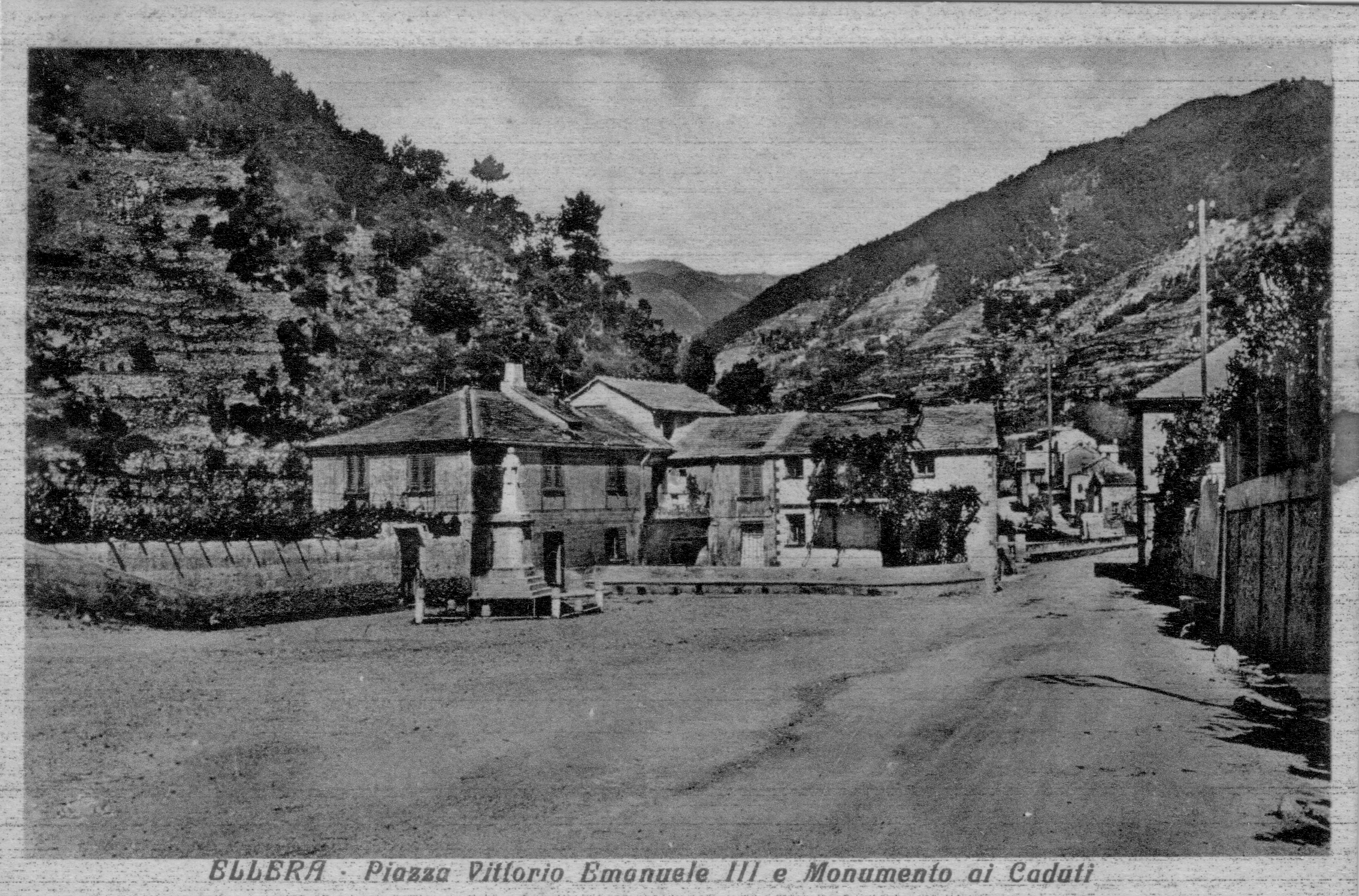
Vecchia cartolina raffigurante la piazza Vittorio Emanuele III ora piazza Fratelli Bandiera

Da alcuni anni, in occasione del Festival della Maiolica, nel borgo sono stati installati a più riprese numerosi pannelli ceramici con l'intento di costituire una "Galleria all'aperto della ceramica d'arte".